# Étrurie méridionale

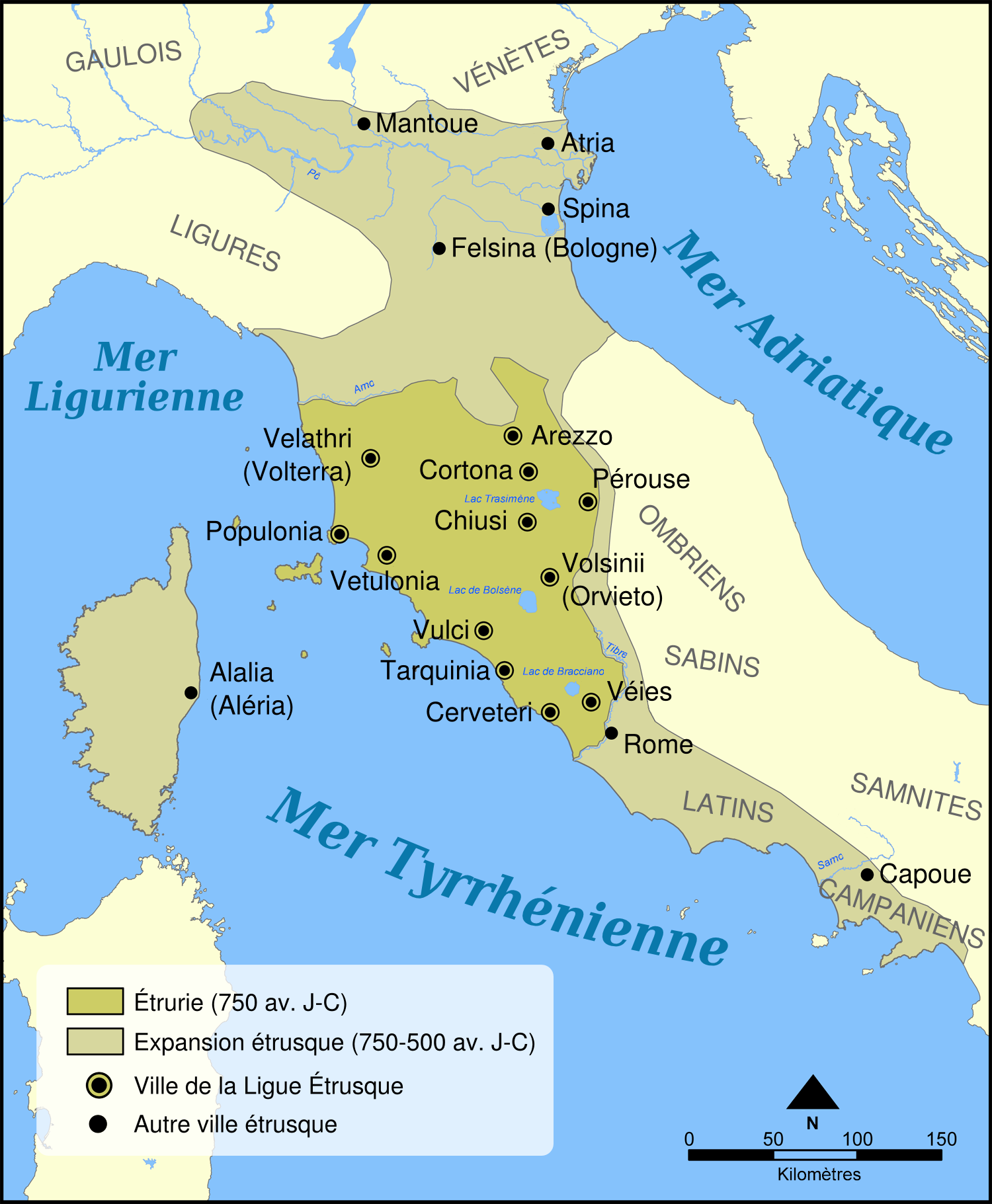
Carte des expansions étrusques

Étrurie méridionale  est une dénomination moderne afin de définir pour une meilleure compréhension les zones archéologiques principales de la civilisation étrusque. (Étrurie padane, septentrionale, méridionale et de Campanie) et correspond à une zone comprenant le nord du Latium actuel et la partie sud de la Toscane et de l'Ombrie.

## Description
L’Étrurie méridionale est une région riche en histoire et culture. C'est la partie de l'Étrurie qui a connu la plus forte expansion  économique et culturelle. 
Elle était habitée déjà à l'âge du fer et a représenté l'apogée du développement de la culture étrusque évolution de la culture villanovienne ayant fourni la meilleure production artistique et culturelle.
À partir de ports thyrrénéens, en particulier Pyrgi, les produits de la culture étrusque méridionale étaient exportés dans tout le bassin méditerranéen.

## Principaux centres
- Véies, ville riche en art et or
- Volsinies, lieu probable de son sanctuaire Fanum Voltumnae, lieu de réunion de la dodécapole.
- Caere, ville de nécropoles particulièrement riches d'œuvres étrusques,
- Tarquinia, ville sacrée par sa nécropole de 2 000 tombeaux (dont 200 à fresques).
- Tuscania, ville riche en tombes et vestiges de temple étrusque
- Vulci, ville d'art et de buccheri
- Viterbe,
- Blera,
- Heba (Magliano in Toscana),
- Pyrgi, sanctuaire Leucotea - Ilizia.

## Sources
- x